# 2018 AH12
2018 AH12 — астероид, сближающийся с Землёй.
Астероид был обнаружен за 21 день до сближения с Землёй. Сближение с Землёй произошло 4 февраля 2018 года в 13:47 UTC, расстояние 2,0 млн км, относительная скорость 5,0 км/c (18 095 км/ч).

## Сближения
| дата             | а. е.    | расстояний до Луны | небесное тело |
| ---------------- | -------- | ------------------ | ------------- |
| 11.07.1988 16:34 | 0,044858 | 17,5               | Земля         |
| 07.02.2008 00:21 | 0,032889 | 12,8               | Земля         |
| 04.02.2018 13:47 | 0,013644 | 5,3                | Земля         |
| 09.07.2038 10:50 | 0,043808 | 17,1               | Земля         |
| 09.07.2067 19:29 | 0,044706 | 17,4               | Земля         |
| 02.02.2076 21:13 | 0,039597 | 15,4               | Земля         |